# Anchor (Band)
Anchor ist eine 2007 gegründete Hardcore-Punk-Band aus Göteborg, deren Musiker aus Schweden und Norwegen stammen.

## Geschichte
Die Gruppe steht beim deutschen Label Let It Burn Records unter Vertrag und veröffentlichten ihr Album Recovery über diese Plattenfirma. In Südamerika vertreibt Vegan Records Veröffentlichungen der Band. Im Februar und März 2013 tourte die Gruppe auf zwölf Konzerte durch Brasilien, Chile und Argentinien. Begleitet wird die Gruppe von Mil Caras (komplette Tour), Cenizas (nur Chile), Mártir (nur Chile), Ratos de Porão (nur Brasilien), Still Strong (nur Brasilien) und En Nuestros Corazones (nur Argentinien). Die Gruppe spielte bereits mehrfach in Deutschland und spielten 2011 auf dem belgischen Ieperfest.
Bisher erschienen eine Mini-CD, eine Split-CD, eine EP und vier Alben der Gruppe. Die Texte der Gruppe beschäftigen sich zumeist mit Tierschutz, Veganismus und dem Straight-Edge-Lebensstil.

## Diskografie

### EPs
- 2007: Captivity Songs (Refoundation Records, Monumental Records, Drastic Actions Records, Double Crossed Records)
- 2007: Split mit  The Kind That Kills (Monumental Records)
- 2009: Relations of Violence (Refuse Records)

### Alben
- 2008: The Quiet Dance (Catalyst Records, Refuse Records)
- 2009: First Year (Self True Records)
- 2011: Recovery (Let It Burn Records, Vegan Records)
- 2015: Distance & Devotion (Gaphals Records)